# 315 TCN
315 TCN là một năm trong lịch La Mã.